# Christine de Bosch Kemper
Jkvr. Christine de Bosch Kemper (Amsterdam, 16 augustus 1840 – Amersfoort, 12 mei 1924) was een Nederlandse feministe.

## Biografie
Christine de Bosch Kemper werd geboren als een dochter van de Amsterdamse hoogleraar Jeronimo de Bosch Kemper, advocaat-generaal, hoogleraar in de rechtswetenschap aan het Amsterdamsche Athenaeum Illustre en lid van de Tweede Kamer der Staten-Generaal, en Maria Aletta Hulshoff. Ze was een jongere zus van feministe Jeltje de Bosch Kemper. Omstreeks 1870 was ze al actief in het vrouwenonderwijs. Ze had speciaal hiervoor een steunfonds opgericht uit de erfenis van haar moeder.
In 1880 vestigde De Bosch Kemper zich in Amersfoort en zette ze haar werkzaamheden aldaar voort. Ze bood aan jonge meisjes uit de betere standen onderdak en onderwijs aan, maar ze steunde ook de meisjes die dit niet konden betalen. Daarnaast steunde De Bosch Kemper ook verschillende maatschappelijke instellingen met financiële bijdragen.
Terugkijkend omschreef het Noord-Brabantse De Grondwet van 9 juli 1924 haar als "stille werkster". Volgens de krant was ze voorbestemd tot een doelloos leven. Ze, al in 1844 halfwees, kreeg slechts een opleiding door de gouvernante thuis. Ze regelde zelf dat ze een opleiding kreeg in onder meer in Zwitserland, ondanks dat haar ouder zus daartegen zou zijn geweest. Ze begon vanuit haar ouderlijk huis les te geven aan vermogende en “beschaafde mindervermogenden", later onderhield ze een internaat. De leerlingen kregen onderricht tot onderwijzer en/of apotheker. Ze zou 80 a 100 vrouwen hebben opgeleid.

## Nalatenschap
Na haar dood werd het Comite tot aanbieding van een monumentale bank ter herinnering aan Jonkvrouwe de Bosch Kemper opgericht en zij zorgden ervoor dat er in Amersfoort in 1925 een herdenkingsbank voor haar werd opgericht.